# John Bingham, 7. Earl of Lucan
Richard John Bingham, 7. Earl of Lucan (* 18. Dezember 1934 in London, England; verschollen seit dem 8. November 1974 und am 3. Februar 2016 offiziell für tot erklärt), genannt „Lucky Lucan“, war ein britischer Peer, der im November 1974 verschwand, nachdem sein Kindermädchen Sandra Rivett ermordet aufgefunden worden war. Sein weiterer Verbleib ist nicht bekannt. Er wurde am 11. Dezember 1992 für verschollen und schließlich im Jahr 1999 für tot erklärt. Sein Sohn George Bingham beantragte am 8. Dezember 2015 die Ausstellung einer Sterbeurkunde auf der Grundlage des Presumption of Death Act 2013, damit er den Titel seines Vaters erben könne. Am 3. Februar 2016 wurde die Ausstellung der Sterbeurkunde gerichtlich zugelassen. Die zuständige Richterin erklärte ihre Entscheidung damit, dass Bingham seit mindestens sieben Jahren nicht mehr lebend gesehen worden sei.

## Leben
Bingham war der älteste Sohn von George Bingham, 6. Earl of Lucan, und Kaitilin Elizabeth Anne Dawson. Als Heir apparent seines Vaters führte er von 1949 bis 1964 den Höflichkeitstitel Lord Bingham. Er hatte zwei Schwestern und einen Bruder. Er studierte am Eton College und diente danach als Offizier bei den Coldstream Guards. 1963 heiratete er Veronica Mary Duncan. Beim Tod seines Vaters erbte er 1964 mit 29 Jahren dessen Titel als 7. Earl of Lucan. Binghams Mutter starb 1985. Er arbeitete als Merchant Banker, aber nach dem Gewinn von 26.000 £ beim Kartenspiel Chemin de Fer in Le Touquet gab er diese Tätigkeit auf und wurde Berufsspieler. Durch seine Spielsucht häufte er erhebliche Schulden an. Zum Zeitpunkt seines Verschwindens war er praktisch bankrott. Zum Kreis seiner Freunde, mit denen Lucan regelmäßig im Clermont Club in London spielte, gehörten unter anderem Charles Saatchi und James Goldsmith.

## Verschwinden

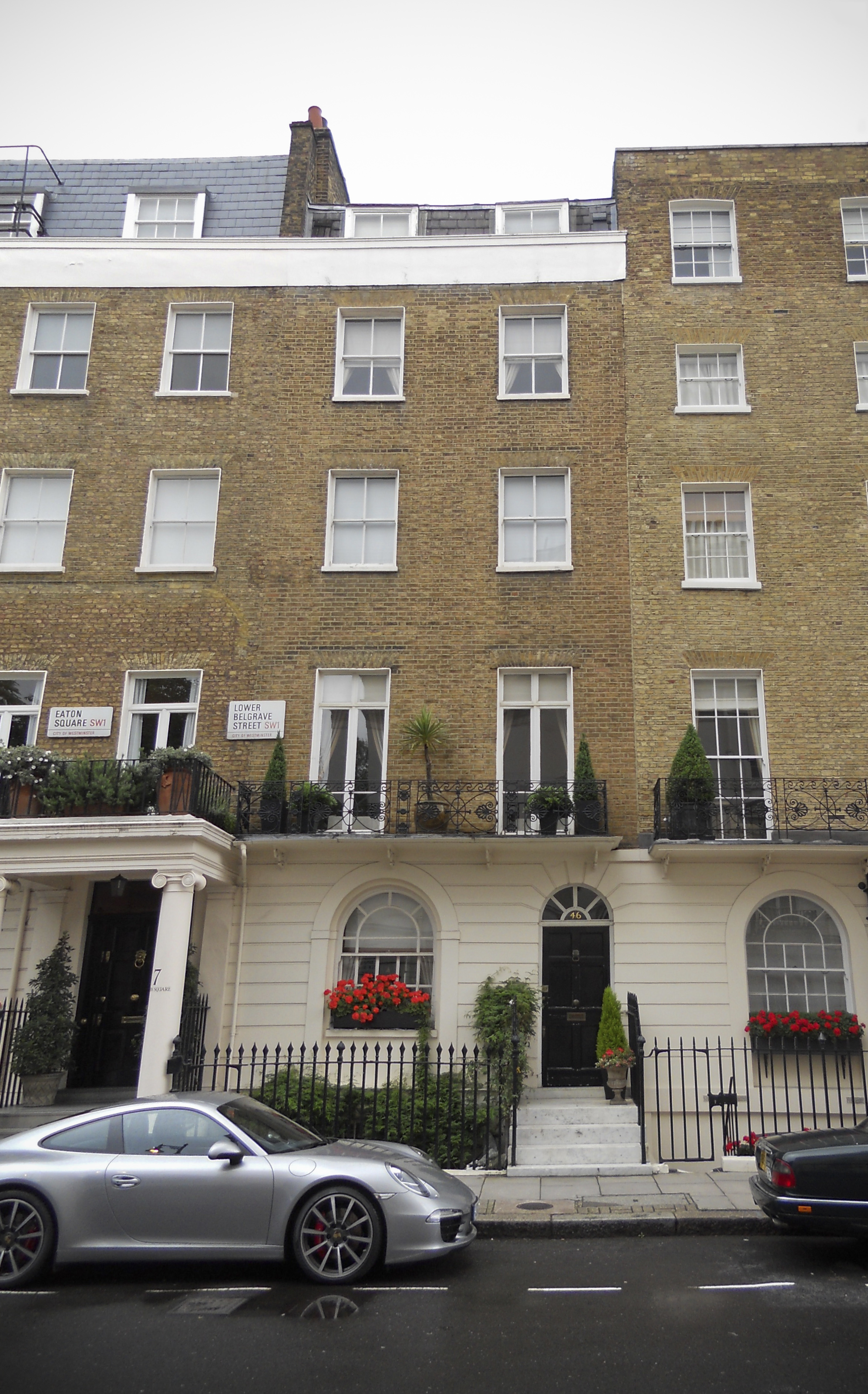
46 Lower Belgrave Street in London (Juni 2012), der Ort des Geschehens

Der Aufenthaltsort von Bingham ist seit dem 8. November 1974 unbekannt. An diesem Tage wurde das Kindermädchen der Familie, Sandra Rivett, in der Wohnung seiner von ihm getrennt lebenden Frau in London ermordet aufgefunden. Lady Lucan, die in dieser Nacht ebenfalls angegriffen wurde, sagte aus, ihr Ehemann habe ihr gestanden, dass er Rivett aus Versehen getötet habe.
Lord Lucan behauptete, er sei zu Fuß am Haus vorbeigegangen, als er gesehen habe, wie jemand mit Lady Lucan kämpfte, und habe das Haus betreten, um ihr zu helfen. Er habe sie beruhigt und sie habe sich zum Ausruhen hingelegt, doch dann habe sie das Haus verlassen, während er gerade im Bad ein Handtuch geholt habe, um ihr Gesicht zu reinigen. Plötzlich habe er sie auf der Straße „Mord, Mord!“ schreien hören. So zumindest erzählte Lord Lucan dies Susan Maxwell-Scott, einer guten Freundin der Familie in Uckfield, East Sussex, zu der er in Panik geflohen war, wie er angab. Ein Auto, das Lord Lucan sich von einem anderen Freund geliehen hatte, wurde später in Newhaven, East Sussex, verlassen aufgefunden. Im Auto befanden sich Blutspuren von zwei verschiedenen Personen.
Im Juni 1975 sprach eine coroner’s jury Bingham wegen der Tötung von Sandra Rivett schuldig. Dies ist nach heutigem Rechtsverständnis kein rechtskräftiges gerichtliches Urteil. Die Polizei führt den Fall auch weiterhin als unaufgeklärt in ihren Akten und unterzieht ihn, so wie es in allen ungeklärten Mordfällen üblich ist, in Abständen einer Überprüfung. In der Sterbeurkunde von Rivett heißt es: „Todesursache: Stumpfe Kopfverletzungen, die durch eine bestimmte Person zugefügt wurden. Tötung.“ Dies war das letzte Mal vor der Einführung des Criminal Law Act 1977, dass ein Ermittlungsorgan einen Schuldspruch aussprechen durfte.

## Mögliche Motive
Zum Zeitpunkt der Tat hatte Lady Lucan das Sorgerecht für ihre drei Kinder. Lord Lucan hielt seine Frau für psychisch instabil und meinte, ihm solle das Sorgerecht für die Kinder zustehen, aber britische Gerichte hätten das Sorgerecht fast immer den Müttern zugesprochen. Es wurde daher vermutet, der Lord habe eigentlich seine Ex-Ehefrau ermorden wollen und habe versehentlich im Dunkeln das Kindermädchen erschlagen. Mittlerweile ist Lady Lucan mit ihren Kindern zerstritten. 1982 erhielt Lady Lucan per Post eine eidesstattliche Versicherung, in der ihr 15-jähriger Sohn erklärte, er finde es erheblich angenehmer, als Teil der Familie seiner Tante und seines Onkels zu leben. Lady Lucan verzichtete auf eine gerichtliche Anfechtung und ihr Sohn lebte seither getrennt von ihr. 1992 kündigte ihre Tochter ihre Hochzeit in einer Anzeige in der Times an und titulierte sich dort zum Ärger der Mutter, die ihren Ehemann ein Jahr zuvor für „vermutlich verstorben“ hatte erklären lassen, als „younger daughter of the 7th Earl of Lucan wheresoever and the Countess of Lucan“ („die jüngere Tochter des 7. Earl of Lucan, wo auch immer er sich befindet, und der Countess of Lucan“). Die Mutter wurde nicht zur Hochzeit eingeladen, obwohl diese „nur einen Steinwurf von ihrem Haus entfernt“ in einer Kirche in Eaton Row stattfand.
Ein weiteres Motiv nannte ein Freund, Greville Howard, der Polizei: Lord Lucan habe seine finanziellen Probleme lösen und seinen Konkurs abwenden wollen, indem er Lady Lucan töten und ihre Leiche in den Solent werfen wollte.
Lord Lucans Freund George Weiss, der noch am Tag vor dem Mord mit ihm im Clermont Club Backgammon gespielt hatte, berichtete im Jahr 2014, dass Lucan kurz zuvor, um sich mit seiner Familie zu versöhnen, eine junge Katze als Geschenk für seine Kinder gekauft hatte. Wenige Stunden nachdem er das Geschenk im Haus an der Belgrave Street abgegeben habe, sei das Kätzchen mit durchgeschnittener Kehle durch den Briefschlitz seiner Wohnung gesteckt worden. Zu diesem Zeitpunkt, so Weiss, sei Lucan klar geworden, dass seine Familie endgültig zerbrochen war; dies habe ihn dazu gebracht, den Mord an seiner Frau zu planen.

## Spätere Entwicklungen
Seit seinem Verschwinden am 8. November 1974 wurde der Lord nie wieder mit Gewissheit irgendwo gesehen. Die Familienangehörigen vermuteten später, er habe sich noch am selben Tag das Leben genommen, indem er sich im Ärmelkanal ertränkt habe. Andere vermuteten, er sei aus dem Vereinigten Königreich geflüchtet und habe unter falscher Identität anderswo weitergelebt. Im Jahr 2000 starb auch John Aspinall, der Freund Lucans, in dessen Clermont Club Lucan noch in der Mordnacht gewesen war und von dem viele vermuteten, dass er mehr wusste als er zuzugeben bereit war. Am 31. Juli 1999 wurde ein Antrag von George Bingham, Lucans Sohn, seinen Vater offiziell für tot zu erklären und dessen Titel und Sitz im Oberhaus einzunehmen, vom Lord Chancellor, Lord Irvine of Lairg abgewiesen. Wenig später urteilte der High Court of Justice im August 1999, dass Lord Lucan tot sei, und seine Familie über dessen Besitztümer verfügen könne. Die Erklärung gilt jedoch nicht als Sterbeurkunde „für alle Zwecke“, weswegen Lucans Sohn am 17. Oktober 2015 einen erneuten Anlauf unternahm, seinen Vater unter den Prämissen des 2013 in Kraft getretenen Presumption of Death Acts für tot zu erklären. Einen Sitz im Oberhaus konnte Lucans Sohn zu diesem Zeitpunkt nicht einnehmen, da 1999 der House of Lords Act 1999 die Zahl der erblichen Peers im Oberhaus stark eingeschränkt hatte.

## Gemeldete Sichtungen
Seit seinem Verschwinden wurde aus der ganzen Welt über viele angebliche Sichtungen von Bingham berichtet, aber die Polizei blieb mit ihren Bemühungen, den verschwundenen Earl zu finden, erfolglos.
Im Dezember 1974 glaubte die Polizei, bei einem in Australien verhafteten Mann handle es sich um Lord Lucan. Tatsächlich war es jedoch der britische Parlamentsabgeordnete John Stonehouse, der einen Monat zuvor seinen Selbstmord vorgetäuscht hatte.

### Johannesburg Jeff
In den 1990er Jahren war die Annahme verbreitet, dass Lord Lucan in der Gegend von Südafrika gesehen worden sei. Im Jahr 2007 vermutete die Daily Mail, dass dies eine falsche Identität eines Mannes mit dem Spitznamen „Johannesburg Jeff“ gewesen sei.

### John Aspinall
Zu den bizarrsten Geschichten gehört die Behauptung, es gebe eine eidesstattliche Erklärung im Besitz der Boulevardzeitung Daily Mirror, die die Aussage einer Frau aus Bedfordshire enthalte, die ehemals bei Lord Lucans Freund John Aspinall angestellt gewesen sei. Sie erkläre darin, dass Aspinall den flüchtigen Lord Lucan in seinem Zoo versteckt habe, wo er von einem Tiger zerfleischt und getötet worden sei; seine Leiche sei eilig entsorgt worden.
Aspinall gab im Jahr 2000 ein Interview, in dem er sagte, dass Lord Lucan seiner Meinung nach Selbstmord begangen habe, indem er sein in Newhaven liegendes Motorboot versenkt habe. Aspinall sagte, er habe keinen Zweifel daran, dass Lord Lucan das Kindermädchen getötet habe, aber dass dies ein Versehen gewesen sei; Lord Lucan hätte eigentlich seine Frau töten wollen und habe sich dann aus Scham selbst umgebracht.
Im Februar 2012 gab eine Frau, die anonym bleiben wollte und sich nur als Sekretärin von John Aspinall bezeichnete, gegenüber der BBC an, dass sie zwischen 1979 und 1981 zwei Reisen für die Kinder Lord Lucans nach Afrika arrangierte, damit dieser sie aus der Ferne sehen konnte. Die Erklärung John Aspinalls aus dem Jahr 2000 nahm sie als Zeichen, dass Lord Lucan damals in Afrika gestorben sei. Lady Lucan erklärte, dass diese Sichtung „absurd“ sei, da ihr Mann nie im Ausland hätte leben können, da er sich nie an eine ausländische Kultur hätte gewöhnen können. Außerdem gab sie an, dass ihre Kinder in der fraglichen Zeit das Land niemals verlassen hätten.

### Barry Halpin
Im September 2003 veröffentlichte Duncan MacLaughlin, ein ehemaliger Scotland-Yard-Detektiv, ein Buch mit dem Titel Dead Lucky: Lord Lucan, die endgültige Wahrheit. Darin behauptet er, er habe das Rätsel von Lucans Verschwinden gelöst. Lucan sei nach Goa in Indien geflohen, wo er ein Jahr nach dem Tod von Rivett angekommen sei. Das Buch enthält Fotos aus dem Jahr 1991 von einem Mann, der Lucan ähnelt. Der 1996 gestorbene Mann war in Goa unter dem Namen Barry Halpin (oder, wie es in dem Buch heißt: „Jungle Barry“) bekannt.
Allerdings wurden diese Behauptungen umgehend widerlegt. Mike Harding, Moderator bei BBC Radio 2, schrieb in einem Brief an die Zeitung The Guardian, dass er Barry Halpin aus seiner Zeit als Folk-Musiker in Liverpool in den 1960er Jahren gekannt habe und dass dieser nach Indien gegangen sei, „weil es dort spiritueller ist als in St. Helens“.
Für die Zeitung The Sunday Telegraph, die Auszüge aus dem Buch als Fortsetzungsgeschichte veröffentlicht hatte, war dies nach der extrem schnellen Widerlegung der Behauptungen ähnlich peinlich wie der Sunday Times die Veröffentlichung der gefälschten Hitler-Tagebücher. Das Buch wurde ein Jahr später als Taschenbuch unter dem Titel „Die Lucan-Verschwörung“ neu veröffentlicht mit einem zusätzlichen letzten Kapitel und der Inhaltsangabe: „Wie das Establishment die Welt dazu verleitete zu glauben, Lord Lucan sei Barry Halpin“.

### Neuseeland
Im August 2007 berichtete der in Auckland erscheinende New Zealand Herald, dass der ehemalige Scotland-Yard-Detektiv Sidney Ball der Behauptung nachgehe, dass Lord Lucan in einem alten Land Rover außerhalb der Gemeinde Marton lebte, offenbar zusammen mit einem Opossum, einer Katze und einer Ziege (namens Camilla) als Haustiere. Mr. Ball sagte, Nachbarn des Mannes namens Roger Woodgate seien überzeugt, dass er Lord Lucan sei, dass er zu dem Fall aber bis zum Abschluss seiner Untersuchungen keine weiteren Angaben machen könne. Der Mann habe einen upper-class-Akzent und erhalte möglicherweise Einkommen aus Immobilienbesitz in Großbritannien. Er hat bestritten, Lord Lucan zu sein, und behauptet, er arbeite als Fotograf für das Verteidigungsministerium und habe das Vereinigte Königreich fünf Monate vor Lord Lucans Verschwinden verlassen. Mr. Woodgate behauptete auch, er sei zehn Jahre jünger als Lord Lucan und dreizehn Zentimeter kleiner.

## Neue Erkenntnisse im Jahr 2012
Im Dezember 2012 berichtete die BBC über eine schriftliche Aussage von Lord Lucans Schwester Lady Sarah Gibbs vom November 1974, dass sich zum Zeitpunkt des Mordes an Sandra Rivett außer Lord Bingham ein weiterer Mann im Hause befunden habe. Dieser sei mutmaßlich der Freund der Ermordeten gewesen und habe oft im Haus der Lucans übernachtet. Lady Sarah Gibbs war bereits im Jahr 2001 verstorben, aber ihre Aussage war erst ans Licht der Öffentlichkeit gelangt, nachdem BBC-Reporter alte Dokumente aus Polizeiarchiven hatten einsehen können. Die Aussage trifft sich zum Teil mit der Behauptung Lord Lucans, er habe in der Mordnacht einen unbekannten Mann mit seiner Frau im Haus streiten gesehen, der jedoch geflohen sei. Hugh Bingham, der in Südafrika lebende Bruder von Lord Lucan, äußerte nach Bekanntwerden dieses Indizes seine Verärgerung darüber, dass diese Zeugenaussage damals im Jahr 1975 nicht hinzugezogen worden war, und forderte eine Wiederaufnahme der Untersuchungen. Auch der Sohn der Ermordeten, Neil Berriman, schloss sich dieser Forderung an.

## Erklärung von Neil Berriman 2016
Aus Anlass des Antrags zur Erteilung einer Sterbeurkunde erklärte Sandra Rivetts Sohn Neil Berriman, dass er Akten der Metropolitan Police in London eingesehen habe, die Bingham 2002 als noch lebend angaben. Nach seiner Ansicht starb Bingham in der Zeit danach wahrscheinlich in Afrika. Er beschuldigte nicht näher genannte Personen, Einzelheiten nicht zu veröffentlichen und spekulierte, dass die Polizei mehr wisse, als sie öffentlich zugebe. Er kündigte weitere eigene Untersuchungen an. Seinen ursprünglichen Einspruch gegen die Ausstellung einer Sterbeurkunde hatte er zurückgezogen.

## Angebliche Entdeckung in Australien 2022
Im November 2022 hat der Guardian gemeldet, dass es sich laut einem Experten für Gesichtserkennung bei einem 87-jährigen Mann, der in einer buddhistischen Gemeinschaft in Australien lebe, um Lord Lucan handeln könnte.

## Nachweise
1. 1 2  Caroline Davies, Our fascination with Lord Lucan never fades – but who was he? in: The Guardian, 3. Februar 2016, abgerufen am 4. Februar 2016
2. ↑  Lord Lucan’s son applies for death certificate so he can inherit title in: The Guardian, 8. Dezember 2015, abgerufen am 8. Dezember 2015
3. 1 2  Lord Lucan death certificate granted more than 40 years after disappearance in: The Guardian, 3. Februar 2016, abgerufen am 3. Februar 2016
4. ↑  Lord Lucan's pal George Weiss breaks 40-year silence Daily Mirror, 6. November 2014
5. 1 2  Official website of the Countess of Lucan. 2003, archiviert vom Original am 6. Juni 2012; abgerufen am 10. Dezember 2012 (englisch).
6. ↑  Lord Lucan’s pal George Weiss breaks 40-year silence Daily Mirror, 6. November 2014
7. ↑  Lynn Barber: Lord Lucan’s last secret goes to the grave among gorillas. The Guardian, 2. Juli 2000, abgerufen am 17. Oktober 2015 (englisch).
8. ↑  Lucan’s son barred from Lords. BBC News, 31. Juli 1999, abgerufen am 17. Oktober 2015 (englisch).
9. ↑  Vikram Dodd: Ruling on Lucan means son cannot take Lords seat. The Guardian, 31. Juli 1999, abgerufen am 17. Oktober 2015 (englisch).
10. ↑  Lord Lucan officially dead. The Guardian, 27. Oktober 1999, abgerufen am 17. Oktober 2015 (englisch).
11. ↑  Son applies for Lord Lucan to be ‘presumed dead’. BBC News, 17. Oktober 2015, abgerufen am 17. Oktober 2015 (englisch).
12. ↑  Witnesses reveal Lord Lucan’s secret life in Africa BBC News vom 18. Februar 2012
13. ↑  Wife claims Lord Lucan ‘would not have coped abroad’ BBC News vom 20. Februar 2012
14. ↑  Lord Lucan ‘mystery man’ witness statement uncovered. BBC, 10. Dezember 2012, abgerufen am 10. Dezember 2012 (englisch).
15. ↑  Duncan Campbell: ‘It’s him’: Lord Lucan hunt continues 48 years after nanny murder. In: The Guardian. 7. November 2022, abgerufen am 8. November 2022 (englisch).

| Vorgänger      | Amt                     | Nachfolger     |
| -------------- | ----------------------- | -------------- |
| George Bingham | Earl of Lucan 1964–2016 | George Bingham |

| Personendaten    | Personendaten |
| ---------------- | --- |
| NAME             | Bingham, John, 7. Earl of Lucan |
| ALTERNATIVNAMEN  | Bingham, Richard John, 7. Earl of Lucan (vollständiger Name); Bingham, John, Lord Bingham; Lucky Lucan (Spitzname); Lucan, Richard John Bingham, 7. Earl of |
| KURZBESCHREIBUNG | britischer Adliger |
| GEBURTSDATUM     | 18. Dezember 1934 |
| GEBURTSORT       | London, England |
| STERBEDATUM      | zwischen 8. November 1974 und 3. Februar 2016 |